# Смит, Гэвин
Гэвин Смит (англ. Gavin Smith; 4 сентября 1968, Гуэлф, Онтарио — 14 января 2019, Хьюстон, Техас) — канадский профессиональный игрок в покер. Победитель серии турниров WPT 2005—2006 годов, в ходе которой он одержал победу на турнире в казино «Мираж». 

## Карьера
Родился 4 сентября 1968 года в Гуэлфе, Онтарио, Канада. Смит учился игре в карты с отцом, играя в криббедж и джин рамми. В 26 лет начал играть в покер с коллегами по работе. В 1996 году начал работать дилером в казино, а в 1998 открыл свой покерный клуб. Также работал таксистом и в гольф-клубе.
Первую победу на турнирах одержал в 1999 году, выиграв $14 280. В мае 2005 года добился главного успеха в своей карьере, выиграв турнир серии WPT в Лас-Вегасе. В ходе того сезона мировой серии он ещё дважды попадал за финальный стол, что принесло ему титул игрока года WPT.
На турнирах WSOP Смит 28 раз попадал в призы, а наивысшим достижением в главном турнире WSOP является 52 место (2004). В 2007 году Смит был близок к завоеванию браслета в турнире по холдему с пот-лимитом, но остановился в шаге от победы. Свой первый и пока единственный браслет он получил в 2010 году за победу в смешанном турнире по лимитному и безлимитному холдему с бай-ином $2 500. Богатый опыт в различных видах покера позволял Смиту успешно выступать в турнирах по H.O.R.S.E.
Кроме того, в активе Смита ряд побед на более мелких и телевизионных шоу-турнирах. Регулярно играл в онлайн-покер, был членом команды сайта FullTiltPoker.
Близкий друг Эрика Линдгрена, который помогал ему деньгами в начале карьеры Смита.
Сумма турнирных призовых Смита на конец 2008 года составляла $4 665 128.
Умер 14 января 2019 года в Хьюстоне штат Техас, США.